# Just Tattoo of Us
Just Tattoo of Us es un programa de tatuaje de realidad británica de entretenimiento de MTV que sigue a parejas, amigos o familiares mientras van al salón Just Tattoo Of Us para diseñar el tatuaje del otro. La serie fue anunciada en noviembre de 2016 por MTV. La primera serie comenzó a emitirse el 3 de abril de 2017 a las 10 p. m. en MTV y finalizó el 29 de mayo de 2017. La segunda serie comenzó el 2 de octubre de 2017. La tercera serie comenzó el 21 de mayo de 2018. La cuarta serie comenzó el 29 de octubre de 2018 y Charlotte Crosby se unió a los presentadores especiales invitados después de que Scotty T abandonara el programa al final de la temporada tres.

## Sinopsis
El programa sigue a Charlotte Crosby y a algún presentador invitado mientras abren las puertas del salón de tatuajes "Just Tattoo of Us" en Londres. En cada episodio, pares de amigos, miembros de la familia o parejas entran a la sala y explican su relación y el razonamiento antes de entrar al show. Luego, visitan individualmente al tatuador que ha creado un diseño para la otra persona en función de un informe previamente enviado. Sin embargo, en este salón, todos los que lleguen se harán un tatuaje pero no tendrán voz en lo que es, ya que será diseñado por su amigo, compañero o miembro de la familia con quien vinieron, y lo mismo se hará al revés. Una vez que los diseños han terminado, todos se reúnen para revelar dónde finalmente se ven los tatuajes. Los participantes luego dan su opinión sobre su tatuaje, y Crosby también comparte sus opiniones.

## Temporadas

### Temporada 1 (2017)
En noviembre de 2016 se anunció que MTV había anunciado que la estrella de Geordie Shore Charlotte Crosby y la estrella de Ex on the Beach Stephen Bear presentarían un nuevo reality show de tatuajes al aire en 2017, la primera serie se emitirá en MTV el 3 de abril y concluyó 29 de mayo de 2017.

### Temporada 2 (2017)
Se anunció el 24 de abril de 2017 que MTV había ordenado que una serie salga al aire más adelante en el año. También se confirmó que Charlotte y Stephen regresarían como presentadores de la segunda serie, y el rodaje comenzó el 20 de mayo de 2017. Se confirmó que todos los tatuadores regresarían. La segunda serie comenzará el 2 de octubre de 2017. La segunda serie verá a una nueva Tatuadora Jen unirse al espectáculo. La segunda serie fue la última serie que tuvo a Stephen Bear como presentador debido a que dejó el programa al final del rodaje de la segunda serie.

### Temporada 3 (2018)
Se anunció el 14 de agosto de 2017 que Just Tattoo of Us se renovó para una tercera temporada. La serie comenzará a emitirse el 21 de agosto de 2018. Charlotte Crosby regresará para su tercera temporada. La tercera serie verá a Scotty T unirse al show como el copresentador de Charlotte debido a que Bear dejó la serie. La tercera temporada también verá a 2 nuevos tatuadores. Hue y Jason se unen al show, reemplazando a Atom & John.

### Temporada 4 (2018-2019)
La cuarta serie comenzó a transmitirse el 29 de octubre de 2018, Charlotte Crosby volverá a presentar el programa junto con presentadores invitados especiales, ya que Scotty T ha abandonado el programa (para unirse a Geordie Shore ), entre los que se encuentran Josh Ritchie, Aaron Chalmers, Chloe Ferry, Nathan Henry, Lateysha Grace, Joey Essex y Charl Davies. La formación del artista del tatuaje será similar a la tercera serie; sin embargo, Jennafer Lee abandonó el programa y será reemplazada por el artista John Smith, quien regresa.

### Temporada 5 (2019-2020)
La quinta serie comenzó el 18 de noviembre de 2019, Charlotte Crosby regresa para presentar el espectáculo junto con presentadores invitados especiales nuevamente, y los presentadores invitados que regresan de la cuarta serie son Josh Ritchie, Chloe Ferry, Lateysha Grace y Joey Essex. Charlotte Dawson y Olivia Attwood se unieron al elenco como nuevos presentadores invitados. La quinta serie vio el mayor cambio en la alineación de tatuadores con Cally-Jo, Danny Robinson, Jodie Davies y John Smith, todos dejando el programa, y los únicos artistas que regresaron de la Serie Cuatro fueron Charl Davies, Hue Nguyen y Jason Best. A ellos se unen 4 nuevos artistas; Emma Callaghan, Freddie Albrighton, Jade Channel y Jamie Winters.
Además, la serie agregó un giro titulado "Stick or Twist", donde el cliente podría seguir con su tatuaje o cambiarlo por un tatuaje desconocido completamente al azar diseñado por el tatuador, esto podría ser mejor o peor que el diseño original.

## Presentadores y tatuadores
| Presentadores           | Temporada    | Temporada    | Temporada    | Temporada             | Temporada             |
| Presentadores           | 1            | 2            | 3            | 4                     | 5                     |
| ----------------------- | ------------ | ------------ | ------------ | --------------------- | --------------------- |
| Charlotte Crosby        | Presentadora | Presentadora | Presentadora | Presentadora          | Presentadora          |
| Stephen Bear            | Presentador  | Presentador  |              |                       |                       |
| Scotty T                |              |              | Presentador  |                       |                       |
| Tatuadores              |              |              |              |                       |                       |
| Charl Davies            | Tatuadora    | Tatuadora    | Tatuadora    | Tatuadora             | Tatuadora             |
| Cally-Jo                | Tatuadora    | Tatuadora    | Tatuadora    | Tatuadora             |                       |
| Danny Robinson          | Tatuador     | Tatuador     | Tatuador     | Tatuador              |                       |
| Jodie Davies            | Tatuadora    | Tatuadora    | Tatuadora    | Tatuadora             |                       |
| John Smith              | Tatuador     | Tatuador     |              | Tatuador              |                       |
| Atom                    | Tatuador     | Tatuador     |              |                       |                       |
| Jennafer "Jen" Lee      |              | Tatuadora    | Tatuadora    |                       |                       |
| Hue Nguyen              |              |              | Tatuadora    | Tatuadora             | Tatuadora             |
| Jason Best              |              |              | Tatuador     | Tatuador              | Tatuador              |
| Emma Callaghan          |              |              |              |                       | Tatuadora             |
| Freddie Albrighton      |              |              |              |                       | Tatuador              |
| Jade Chanel P           |              |              |              |                       | Tatuadora             |
| Jamie Winters           |              |              |              |                       | Tatuador              |
| Presentadores invitados |              |              |              |                       |                       |
| Matt Richardson         | P. Invitado  |              |              |                       |                       |
| Chloe Ferry             |              |              |              | Presentadora Invitada | Presentadora Invitada |
| Joey Essex              |              |              |              | Presentador Invitado  | Presentador Invitado  |
| Joshua Ritchie          |              |              |              | Presentador Invitado  | Presentador Invitado  |
| Lateysha Grace          |              |              |              | Presentadora Invitada | Presentadora Invitada |
| Aaron Chalmers          |              |              |              | P. Invitado           |                       |
| Nathan Henry            |              |              |              | P. Invitado           |                       |
| Charlotte Dawson        |              |              |              |                       | P. Invitado           |
| Olivia Attwood          |              |              |              |                       | P. Invitado           |

- Danny fue presentador en el episodio 8 de la temporada 1.
- Charl fue presentadora en el episodio 2 de la temporada 3 y 4.

## Episodios
| Temporada | Temporada | Episodios      | Episodios      | Emisión original        | Emisión original       | Horario             |
| Temporada | Temporada | Episodios      | Episodios      | Inicio                  | Final                  | Horario             |
| --------- | --------- | -------------- | -------------- | ----------------------- | ---------------------- | ------------------- |
|           | 1         | 9              | 9              | 3 de abril de 2017      | 29 de mayo de 2017     | Lunes a las 10:00pm |
|           | 2         | 10             | 10             | 2 de octubre de 2017    | 4 de diciembre de 2017 | Lunes a las 10:00pm |
|           | 3         | 10             | 10             | 21 de mayo de 2018      | 23 de julio de 2018    | Lunes a las 10:00pm |
|           | 4         | 12 +1 especial | 12 +1 especial | 29 de octubre de 2018   | 6 de mayo de 2019      | Lunes a las 10:00pm |
|           | 5         | 12             | 12             | 18 de noviembre de 2019 | 2020                   | Lunes a las 10:00pm |

## Desarrollo y producción
En noviembre de 2016, MTV y Charlotte Crosby anunciaron, a través de las redes sociales, una nueva serie de tatuajes de realidad titulada Just Tattoo of Us. La serie será presentada por Stephen Bear y Crosby. La serie fue filmada a principios de 2017 para una transmisión del 3 de abril. La primera serie estará compuesta de episodios de 9x60 minutos. Se anunció en This Morning que Crosby y Bear habían decidido participar en la serie también diseñandose un tatuaje el uno al otro y se transmitirán en el episodio final de la serie.
Se anunció el 24 de abril de 2017 que MTV había ordenado una segunda serie de Just Tattoo of Us. La segunda serie debiera comenzar a transmitirse en el verano de 2017, también se confirmó que Charlotte y Stephen regresarían como anfitriones. La segunda serie comenzó a filmarse el 20 de mayo de 2017.
Se confirmó que Just Tattoo of Us volvería para una tercera serie en 2018. Todos los tatuadores regresarán a su tercera serie a excepción de Atom y Jhon, Hue Nguyen y Jason sería nuevos tatuadores. Se anunció que Stephen Bear había decidido abandonar el programa al final de la filmación de la serie dos y sería reemplazado por Scotty T en la serie tres. La fecha de emisión de la tercera serie está fijada para mayo de 2018.
Se confirmó que Just Tattoo of Us regresaría para una cuarta serie a fines de 2018. También se confirmó que Charlotte Crosby se presentaría junto a presentadores invitados especiales debido a que Scotty T abandonó el programa para regresar a Geordie Shore. Los presentadores invitados incluirán a Josh Ritchie, Aaron Chalmers, Chloe Ferry, Nathan Henry, Lateysha Grace, Joey Essex y el propio Charl Davies quin ya es tatuador en el programa. La cuarta serie comenzó a emitirse el 29 de octubre de 2018. Por primera vez en la historia de los espectáculos, esta serie se dividió en dos. El episodio final de la primera parte (episodio 6) se emitió el 3 de diciembre de 2018, y el primer episodio de la segunda parte (episodio 7) se emitió el 1 de abril de 2019 y concluyó con el episodio 12 el 6 de mayo de 2019.

## Versiones Oficiales
| Título original           | Título en Latinoamérica    | Locacion principal   | Cadena original | Estreno               | Final    | Temporadas | Ref    |
| ------------------------- | -------------------------- | -------------------- | --------------- | --------------------- | -------- | ---------- | ------ |
| How Far Is Tattoo Far?    | Just Tattoo Of Us USA      | Estados Unidos       | MTV             | 11 de octubre de 2018 | Presente | 2          | [ 9 ]  |
| Just Tatto Of Us? Benelux | Just Tattoo Of Us Bélgica  | Países Bajos Bélgica | MTV             | 17 de marzo de 2019   | Presente | 1          | [ 10 ] |
| Just Tatto Of Us?         | Just Tattoo Of Us Alemania | Alemania             | TVNOW           | 3 de agosto de 2020   | Presente | 1          |        |